# São João de Deus (Lisboa)
São João de Deus é uma parte da cidade e antiga freguesia portuguesa do município de Lisboa, com 0,93 km² de área e 9 798 habitantes (2011). Densidade: 10 535,5 hab./km².
Foi uma das 12 freguesias criadas pela reforma administrativa da cidade de Lisboa, de 7 de fevereiro de 1959.
Como consequência de nova reorganização administrativa, oficializada a 8 de novembro de 2012 e que entrou em vigor após as eleições autárquicas de 2013 foi determinada a extinção da freguesia, passando o seu território integralmente para a nova freguesia do Areeiro.

## População
★ Freguesia criada pelo decreto-lei nº 42/142, de 07/02/1959
| 1960   | 1970   | 1981   | 1991   | 2001   | 2011  |
| 24 943 | 18 892 | 17 912 | 13 309 | 10 782 | 9 798 |

 Grupos etários em 2001 e 2011
|     | 0–14 anos      | 15–24 anos   | 25–64 anos     | 65 e + anos    |
| Hab | 1 036 \| 1 200 | 1 157 \| 907 | 5 017 \| 4 913 | 3 572 \| 2 778 |
| Var | +16%           | -22%         | -2%            | -22%           |

## Símbolos heráldicos da freguesia

### Ordenação heráldica do brasão, bandeira e selo
Brasão: escudo de ouro, duas espadas embainhadas de azul e com os punhos de negro, abatidas e passadas em aspa, acompanhadas em chefe por uma romã de verde aberta de vermelho e rematada por cruz de negro e, em cada flanco, uma rosa de vermelho botoada do campo e apontada de verde. Coroa mural de prata de três torres. Listel branco, com a legenda a negro, em maiúsculas: “S. JOÃO de DEUS - LISBOA“.
Bandeira: verde. Cordão e borlas de ouro e verde. Haste e lança de ouro.
Selo: nos termos da Lei, com a legenda: “Junta de Freguesia de S. João de Deus - Lisboa”.
Parecer emitido pela Comissão de Heráldica da Associação dos Arqueólogos Portugueses a 25 de Março de 1996, nos termos da Lei n.º 53/91, de 7 de Agosto.
Estabelecidos, sob proposta da Junta de Freguesia, em sessão da Assembleia de Freguesia de 30 de Abril de 1996.
Publicados no Diário da República, III Série, N.º 163, de 16 de Julho de 1996.
Registados na Direcção-Geral das Autarquias Locais com o n.º 39/96, de 31 de Julho de 1996.

### Justificação dos símbolos
- Duas espadas. Representam a Batalha de Alvalade, um confronto militar entre o Rei D. Dinis e o seu filho o Príncipe D. Afonso (futuro Rei D. Afonso IV), ocorrido em 1323 na freguesia.
- Romã. Representa S. João de Deus, o qual dá o nome à freguesia, sendo esta o símbolo da Ordem Hospitaleira de S. João de Deus.
- Duas rosas. Representam a intervenção pacificadora da Rainha Santa Isabel, que conseguiu restabelecer a concórdia entre o seu esposo e o seu filho, perpetuada no padrão comemorativo erigido na freguesia.

## Património
- Padrão do Campo Pequeno
- Pastelaria, Café e Restaurante "Mexicana" (incluindo o mobiliário)
- Praça de Touros do Campo Pequeno
- Igreja de São João de Deus

## Festas e Romarias
- São João de Deus (8 de março)

## Arruamentos
A freguesia de São João de Deus continha 73 arruamentos. Eram eles:
| - Alameda Dom Afonso Henriques - Autoparque Areeiro - Autoparque Madrid - Autoparque Paris (Nascente) - Autoparque Paris (Poente) - Autoparque Roma - Avenida Almirante Gago Coutinho - Avenida Almirante Reis - Avenida de António José de Almeida - Avenida de Madrid - Avenida de Paris - Avenida de Roma - Avenida do México - Avenida Duque d'Ávila - Avenida Guerra Junqueiro - Avenida João Crisóstomo - Avenida João XXI - Avenida Magalhães Lima - Avenida Manuel da Maia - Avenida Marconi - Avenida Óscar Monteiro Torres - Avenida Padre Manuel da Nóbrega - Avenida Rovisco Pais - Avenida Sacadura Cabral - Avenida São João de Deus | - Avenida Visconde de Valmor - Campo Pequeno - Jardim Fernando Pessa - Jardim Irmã Lúcia - Praça Afrânio Peixoto - Praça de Londres - Praça Francisco Sá Carneiro (Praça do Areeiro) - Praça João do Rio - Praça Pasteur - Rua Agostinho Lourenço - Rua Alves Redol - Rua Arnaldo Gama - Rua Augusto Gil - Rua Bacelar e Silva - Rua Barbosa Cólen - Rua Bernardo de Passos - Rua Brás Pacheco - Rua Brito Aranha - Rua Caetano Alberto - Rua Cândido Guerreiro - Rua Capitão Ramires - Rua Cardoso de Oliveira - Rua Cervantes - Rua Cidade de Bucareste | - Rua Costa Goodolfim - Rua David de Sousa - Rua de Dona Filipa de Vilhena - Rua de Entrecampos - Rua de Fernando Pedroso - Rua de Gomes Leal - Rua de Vilhena Barbosa - Rua de Xavier Cordeiro - Rua Desidério Beça - Rua do Arco do Cego - Rua Edison - Rua Eduardo Fernandes (Esculápio) - Rua Gomes da Silva - Rua João Villaret - Rua José Sarmento - Rua Ladislau Piçarra - Rua Nunes Claro - Rua Oliveira Martins - Rua Presidente Wilson - Rua Reis Gomes - Rua Stuart Carvalhais - Rua Sylvio Rebelo - Rua Tomás Borba - Rua Vítor Hugo |